# Јорјо Тадић
Јорјо Тадић (Стари Град на Хвару, 5. јун 1899 — Београд, 4. октобар 1969) био је српски историчар и академик САНУ.

## Биографија
Основну школу је завршио у родном месту, а класичну гимназију у Задру и Сплиту. Историју и филозофију је студирао у Загребу, Берлину, Лајпцигу, Прагу и Београду. Био је једно време суплент Поморске академије у Котору а потом професор и директор Поморско-трговачке школе у Дубровнику. За доцента Филозофског факултета у Загребу изабран је 1935. године на предмету историја новог вијека. Тадић је због своје југословенске оријентације имао различите проблеме у тој средини, па је желео да пређе у Београд. Виши саветник министарства просвете у Београду постао је 1938. године. За доцента Филозофског факултета у Београду изабран је 1939. године. Од 1951. године радио је као редовни професор Филозофског факултета на предмету Општа историја новог века. Био је и дописни члан Српске краљевске академије од 1940, а редовни члан САНУ од 1959. године. Секретар Одељења друштвених наука САН од 1. III 1963. до 6. IV 1966; од 10. V 1966. до 4. X 1969. године члан Председништва Српске академије наука од 15. IV 1960. до 1. III 1963; од 24. IV до 4. X 1969.а до смрти 1970, директор Историјског института у Београду. Био је и дописни члан загребачке ЈАЗУ.

## Историографски рад
Јорјо Тадић се појавио у научној јавности након Првог светског рата, као врстан историчар. Његово дело настајало је током више деценија и чини га велики број радова о средњовековној историји Дубровника и о разним темама из српске и јеврејске историје у периоду између 16. и 18. века. Хронолошки се може поделити на два периода: предратни од 1925. до 1941. и послератни од 1945. до смрти 1969. године. Згрожен усташким злочинима и улогом римокатоличке цркве у НДХ, Тадић је, премда католик, старином досељеник из Пивске области у данашњој Црној Гори, 1942. године, заједно са Виктором Новаком, узео крсну славу и почео да слави Св. Јована.
Од свих истраживача дао је највише података и тумачења дубровачке историје Написао је биографије многих истакнутих личности из дубровачке исорије између осталих и Фрања Гундулића, Николе Працатовића, Серафима Гучетића, Цвијете Зузорић и Јоханеса Газулуса у збирци радова Дубровачки портрети објављеној 1948. године у издању Српске књижевне задруге. У каснијој фази свог стварања претежно се окреће темама из привредне историје, а изучавање политичке историје оставља за скупове у иностранству где је обавио десетине радова прегледног карактера. Његови радови о привредној историји имају изузетно велики историографски значај због изношења низа, до тада, непознатих података о овој тематици. Заслугом Јорја Тадића, који је пријатељевао са француским историчарем Фернаном Броделом, Бродел је имао прилику да се упозна са серијама грађе у Дубровачком архиву, што га је инспирисало да почне да пише о "дугом трајању" у историји Медитерана као целини.
Био је један од најбољих латинских палеографа свога времена. Изузетно је било његово познавање рукописа дубровачких канцелара и нотара средњег века. Систематски је објављивао дубровачку архивску грађу (Писма и упутства Дубровачке републике I, Прилози за историју здравствене културе старог Дубровника (заједно са Ристом Јеремићем), Дубровачка архивска грађа о Београд и Грађа о сликарској школи у Дубровнику XVIII—XVI века у два тома).
Поред студија уско везаних за дубровачку историју значајан је његов рад на расветљавању привредне прошлости српских и балканских земаља средњег века. На основу дубровачке архивске грађе добио је читав низ бројчаних података о аграрној и рударској производњи у Србији средњег века. Проучавањем српске економије и друштва показао је како је Србија од Косовске битке до пада Деспотовине под турску власт имала једну од најразвијенијих рударских производњи у Европи онога времена. Указао је на развој трговачког сталежа у средњовековној Србији. Такође је указао на значај српске рударске производње за развој Дубровачке републике. Објављивао је и радове о култури Дубровника. Као историчар културе нарочиту пажњу је посвећивао биографијама и разматрао је дела појединих књижевника и ликовних уметника. Посебно је занимљив његов рад на изучавању историје свакодневног живота у Дубровачкој републици, чију је историју, са свим њеним специфичностима, сматрао интегралном саставницом српске историје.
Његов последњи текст, "Сабласти круже Југославијом", објављен постхумно 1971. године упозоравао је на растући хрватски национализам и опасност од распада Југославије.